# 銀座ステファニー化粧品
銀座ステファニー化粧品株式会社は、東京都港区に本社を置く、化粧品・健康食品の製造・販売を中心に行う企業である。
1992年に一家明成が創業。2012年に韓国LGグループである株式会社LG生活健康が買収し、同社の傘下となる。

## 概要
化粧品事業、ヘルスケア事業、ライフケア事業を展開している。

## 沿革
- 1992年（平成4年）- ステファニー化粧品株式会社設立。
- 1993年（平成5年）- PURE'D100シリーズ販売開始。
- 1995年（平成7年）- 配送センター開設。
- 1998年（平成10年）- 東京（リピート部）、大阪（新規部）に販社を分割。
- 2000年（平成12年）- 美肌ステファニーシリーズ販売開始。
- 2003年（平成15年）
  - 福岡（トライアル）・大阪（新規）・東京（リピート）に販売体制を再編。
  - 千葉県富里市に配送センターを建設。
- 2006年（平成18年）- ワールドワンシリーズ販売。
- 2007年（平成19年）- 自然水「白神秘境活性水」、サプリメント（コエンザイムQ10）を発売。
- 2008年（平成20年）- 美肌ルネッサンスシリーズを発売。
- 2011年（平成23年）
  - 3月 - 東京・銀座中央通りに本店ビルを建設。
  - 白神秘境活性水がモンドセレクション金賞を受賞[2]。
  - 特定非営利活動法人ワールド・ビジョン・ジャパンに対しエチオピア・レンバ小学校建設を支援。
- 2012年（平成24年）2月 - 韓国LG生活健康グループ入り。su:m37°シリーズ、belifシリーズの販売開始。
- 2014年（平成26年）2月 - R&Y株式会社を吸収合併。
- 2016年（平成28年）10月 - トイレタリージャパンインク株式会社に資本参加。
- 2017年（平成29年）6月 - ジョンソン＆ジョンソンの口腔ケア製品「リーチ（REACH）」ブランドのアジア地域における販売権を取得し、販売事業を開始。
- 2018年（平成30年）4月 - エイボン・プロダクツの全株式を取得。
- 2019年（平成31年）1月 - エバメールホールディングスの全株式取得。

## 取り扱いブランド

### 現在
太字は創業時からのブランド
化粧品
- Aluce luce（アルーチェルーチェ）
- Suhadabi（スハダビ）
- PURE'D 100 PERFECTION（ピュアード100パーフェクション）
- PLACENTIST
- CLSCIENCE Beaut
- 美肌ステファニー
- DAY SKIN SHIELD デイスキンシールド
- GINZA STEFANY（香水）
  - フローラル ハーバル
  - フルーティー フローラル
  - フローラル ムスキー

ヘルスケア
- 白神秘境活性水（青森県西津軽郡鰺ヶ沢町（白神山地）取水天然水（超軟水））
- EVERMERE
- ISA KNOX
- CNP Laboratory（国内正規品）
- PHYSIOGEL フィジオジェル
- MeltyTex メルティテックス　ボディスキンミルク
- HAND CREAM ハンドクリーム
- Placenta 100（プラセンタ100）
- KUILT BIOLATOE（乳酸菌カプセル）
- TabletSpa 重炭酸タブレットスパ（入浴剤）
- Proudin
  - ビューティータミー（乳酸菌＋オリゴ糖）
  - RESVERATROL レスベラトール（ワイン抽出物ポリフェノール）
  - COLLAGEN THE EIGHT（コラーゲン ザ エイト）
  - ULTRAMARINE Q10 HYPER ウルトラマリンQ10ハイパー（コエンザイムQ10）
  - BONE STYLE ボーンスタイル（イソフラボン）
  - ビタミンC（カプセル）
  - 秘傳マヌカハニー高麗人参（ペースト）
  - 紅美参仙（高麗人参ゼリー）

ライフケア
- リーチ（口腔ケア）
- Saffronサフロンしあわせクジラ（エコ洗剤･柔軟剤）

### 過去
化粧品
《LG傘下前からのブランド》
- ワールドワン
- PURE'D 100（ピュアード100）
- 美肌ルネッサンス

《LG傘下後のブランド》
- su:m37゜（スム）（韓国LG生活健康のブランド）
- belifシリーズ（シンガポールの化粧ブランド）[注 1]

ヘルスケア
- コエンザイムQ10（サプリメント）
- IS

## グループ
- LG Household&Health care Ltd. - 美容健康飲料。
- エフエムジー＆ミッション株式会社 - 化粧品および関連商品、栄養補助食品、ファッション関連品の製造・販売。
- トイレタリージャパンインク株式会社 - トイレタリー商品（洗剤、柔軟剤など）、オーラル商品、化粧品、その他日用品。
- 株式会社エバーライフ - 健康食品・医薬部外品の卸売・通信販売事業。
  - 主な商品に健康食品「皇潤・極きわみ」「鮫肝海王(ポセイドン)」「美・皇潤」「飲みごたえ野菜青汁」、化粧品「美・皇潤ボーテ クッションコンパクト」「艶肌美人 メイク艶 クッションコンパクト」など。

## 提供番組
- めざまし8（フジテレビ、2022年4月　- ）[3]